# 碧鸡关站
碧鸡关站是一个成昆铁路上的车站，位于云南省昆明市西山区碧鸡街道，建于1966年，邮政编码为650111。碧鸡关站原为四等站，隶属中国铁路昆明局集团管辖，西距广通站139公里，成都站1086公里，东距昆明站14公里。2014年8月昆明铁路枢纽扩能改造工程昆明西至读书铺区间建成双线后，车站被撤销，同时启用碧鸡关线路所。